# 德克薩斯龍屬
德克薩斯龍屬（屬名：Texasetes）是種甲龍類恐龍，生存於下白堊紀的北美洲。德克薩斯龍的研究有限，化石發現於德州塔蘭特縣的爪爪組（Paw Paw Formation），地質年代為阿爾比階晚期，該地也發現了另一種結節龍科恐龍，爪爪龍。德克薩斯龍的身長為2.5到3公尺。

## 發現與種
德克薩斯龍的模式標本（編號USNM 337987）包含部份肩胛烏喙骨板（Scapulocoracoid）、骨盆、前肢與後肢的骨頭、脊椎、皮內成骨（Osteoderms）、顱骨碎片、以及一個牙齒。這些化石是由M. K. Brett-Surman所發現，最初被誤認為是蜥腳下目恐龍，但之後由Walter P. Coombs確認為甲龍亞目，並命名為鄰海德克薩斯龍（Texasetes pleurohalio），其種名在希臘文中意思是「靠近海的」（ / pleuro 為旁邊的；halio 原指海，這裡指德州南方的墨西哥灣）。Vickaryous等人與Coombs將德克薩斯龍鑑定為：擁有水平腸骨、無孔的髖臼、甲龍類形態的肩胛骨，包含明顯的肩峰與前棘窩。

## 分類
然而，Lee在1996年質疑這些化石是否足以鑒定，並懷疑德克薩斯龍可能是爪爪龍的一個異名。Coombs將這些化石歸類於結節龍科，但Vickaryous等人認為是德克薩斯龍是甲龍亞目的未分類物種。

## 外部連結
- Texasetes in The Dinosaur Encyclopaedia （页面存档备份，存于） at Dino Russ's Lair